# یواس‌اس ال‌اس‌تی-۵۶۴
یواس‌اس ال‌اس‌تی-۵۶۴ (به انگلیسی: USS LST-564) یک کشتی بود که طول آن ۳۲۸ فوت (۱۰۰ متر) بود. این کشتی در سال ۱۹۴۴ ساخته شد.